# 十王村の水

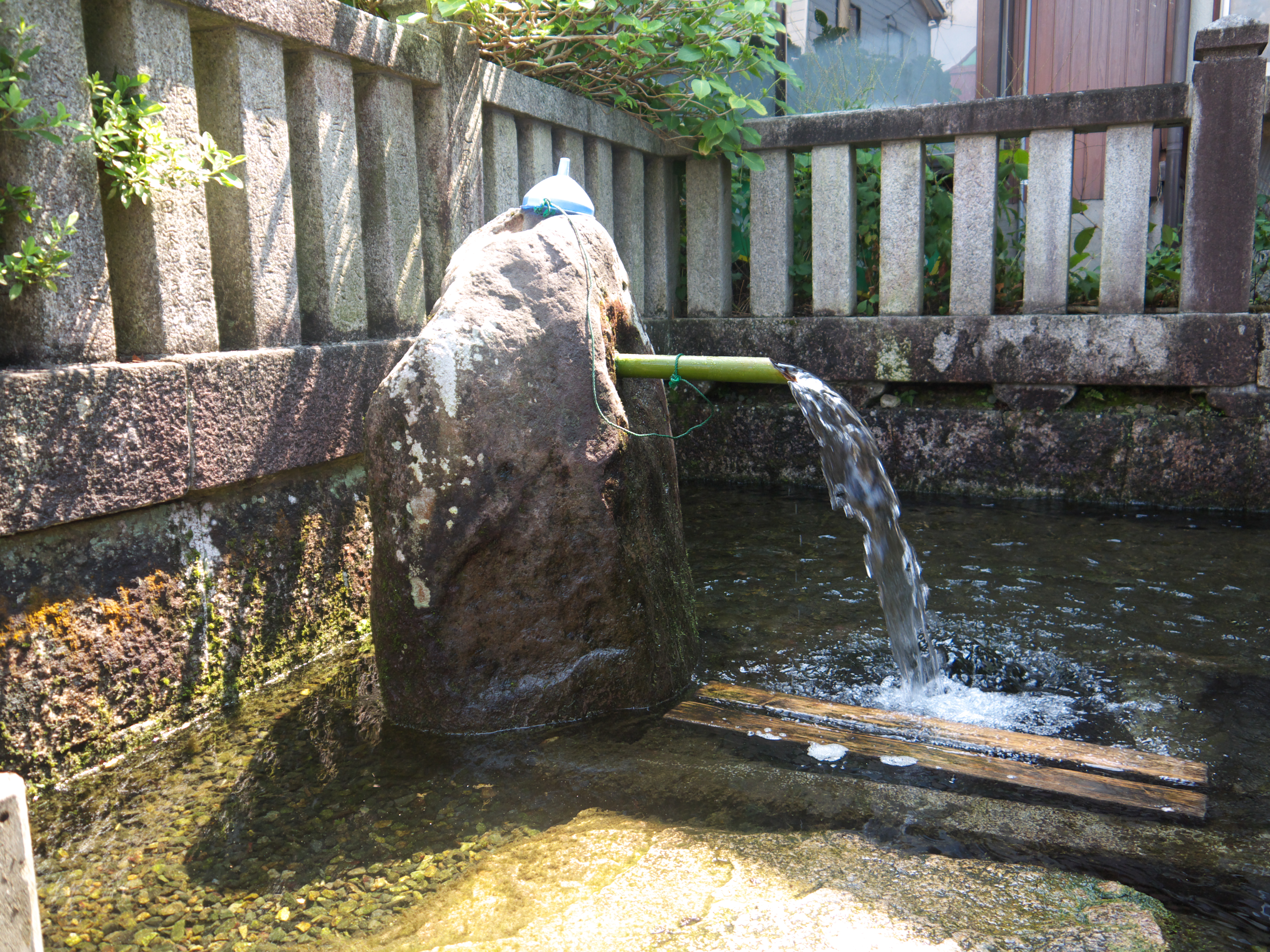
十王村の水

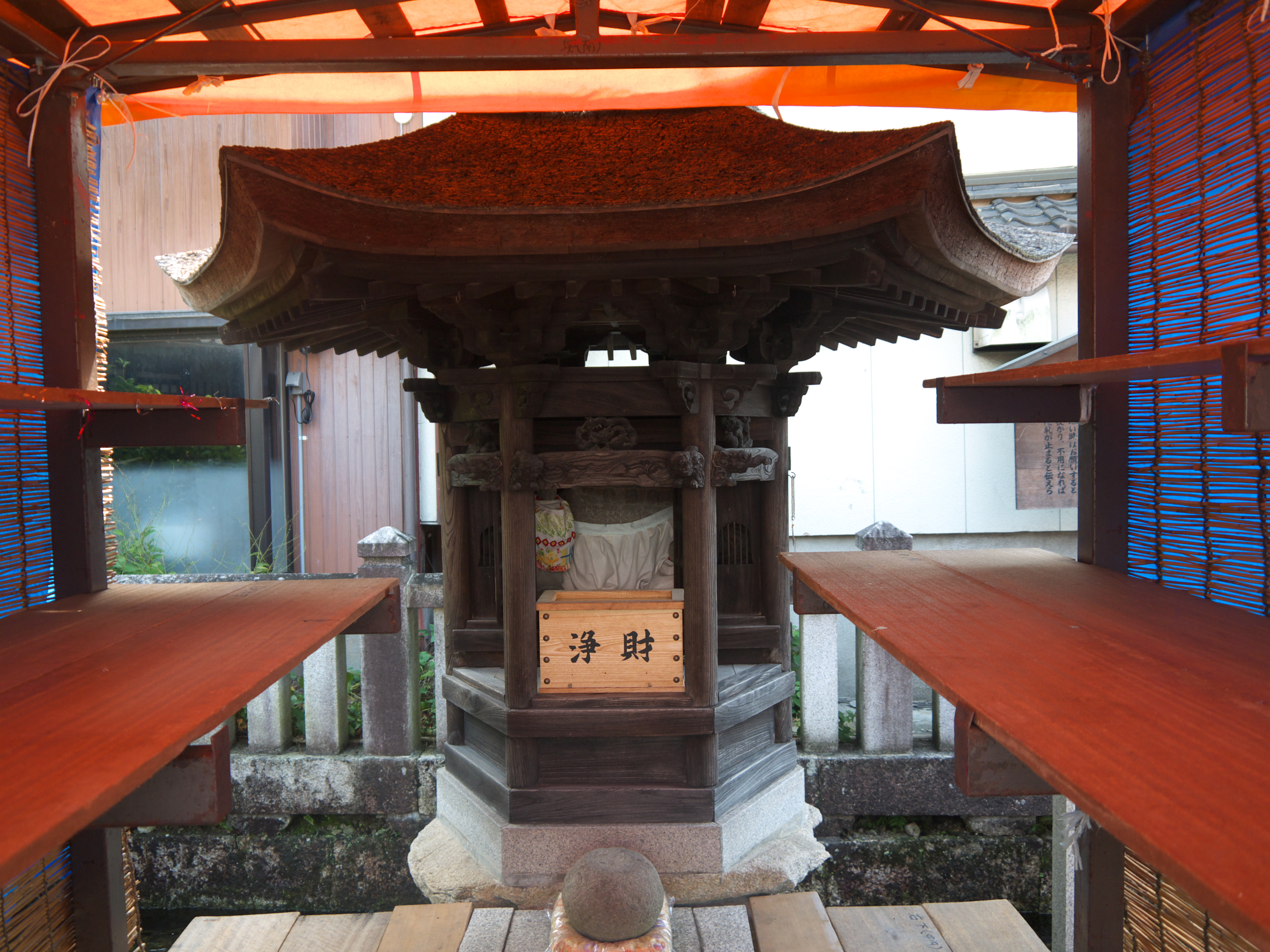
地蔵の祭り

十王村の水（じゅうおうむらのみず）は、滋賀県彦根市西今町にある湧水である。
1985年（昭和60年）1月4日に「環境庁（現・環境省）」の名水百選の第1弾31か所の一つに選ばれ、同年3月に指定された。

## 概要
十王村というのは水源地付近の昔の地名であり、湧水は犬上川の伏流水である。
古くから「淡海録」や「淡海国木間捜」にも記録があり、元禄年間（1688年〜1704年）の頃から、「五個荘清水ヶ鼻の水」、「醒井の水」と並び、湖東三名水のひとつと呼ばれていた。
石の柵で囲まれた池にあり、池の中央には地蔵菩薩を祀った六角形の地蔵堂がある。
1985年（昭和60年）1月4日に「環境庁（現・環境省）」の名水百選の第1弾31か所の一つに選ばれたものの、上流域の開発が進んだことなどが影響し、同月には湧水量が激減して酸欠状態となったことから鯉や鮒が浮くなど渇水状態に陥っていた。
この湧水量の減少は早くから問題とされ、1982年（昭和57年）から彦根市が水枯れ対策の調査費を計上しており、1992年（平成4年）4月に地下水脈調査に着手、1994年（平成6年）2月に地下約70mまで掘削して自噴井戸を掘りあてた。

## 伝承
昔、十王村から遠い村に嫁いだ娘に子供ができたが、母乳が出ず、十王村の水を汲んで飲んだところ、たちまちお乳が出るようになった、という伝説がある。そのため、地元では母乳の地蔵様として信仰されている。

## 所在地
滋賀県彦根市西今町
湧水地は西今町の市街地で細い路地の十字路にあるため、地区では、給水の際には公民館に駐車することや環境保全のマナーを呼び掛けている。

## 交通
- 東海道本線南彦根駅下車 徒歩15分
- 滋賀県道206号神郷彦根線西今町南交差点付近

#### 広報資料・プレスリリースなど一次資料
1. ↑  環境省名水百選（十王村の水）
2. ↑  彦根市・十王村の水（2013年10月22日時点のアーカイブ）